# ブルーバス (北海道)
ブルーバス (Blue Bus)とは、北海道北広島市に本社を置いたバス企業グループである。

## 概要
北広島市輪厚のノースコープレーションサービス内に本社を置いた。1983年12月に7社でブルーバス発足。そして1985年7月にブルーバス7社の出資でグループ商事部門としてブルーバスグループを設立。1987年にバス部門を新に設置した。2008年にグループ解体。独立採算制となった。

## 沿革
- 1983年12月 - 7社による「ブルーバス」発足。
- 1985年7月 - 7社の出資により「ブルーバスグループ」を設立。
- 1987年 - バス部門を設置する。
- 2008年 - ブルーバスグループを解体。

## 所属バス会社
- グループ解体まで所属したバス会社
  - エクセルバス
    - 1977年創立、資本金4,100万円。親会社は、タクシー会社の葵交通[1]。
    - 本社は札幌市西区稲穂→同市清田区北野、本社営業所は北広島市輪厚、函館営業所は函館市桔梗町。
      - 函館営業所は、恵山高原ホテルのバス部門（1971年認可）を起源とする（旧）北海道バス株式会社[2]から1988年に事業の一切を譲受。北海道バス営業所はそのままエクセルバス函館営業所となる[3]。

    - 2011年4月、東日本大震災の影響により自己破産[4]。

  - エルム観光バス
  - おびうん観光
  - 銀嶺バス（2013年、北都交通吸収時に事業譲渡。持株会社「北都ホールディングス」に改組）
  - 三和交通
    - 1962年会社設立[5]。
    - 2012年、（旧）三和交通は不動産賃貸業・事務委託業を主な業務とするSKホールディングスと社名変更。タクシー事業・観光事業は（新）三和交通に譲渡した[6]。　

  - 千歳相互観光バス
- 過去に所属したバス会社
  - 新星札幌バス（1998年10月、千歳相互観光バスに吸収合併）
  - はまなす観光バス
  - 美鉄バス（東急グループにも所属。2002年4月、会社解散）
  - テイネオリンピア（2001年8月、三和交通に事業譲渡）

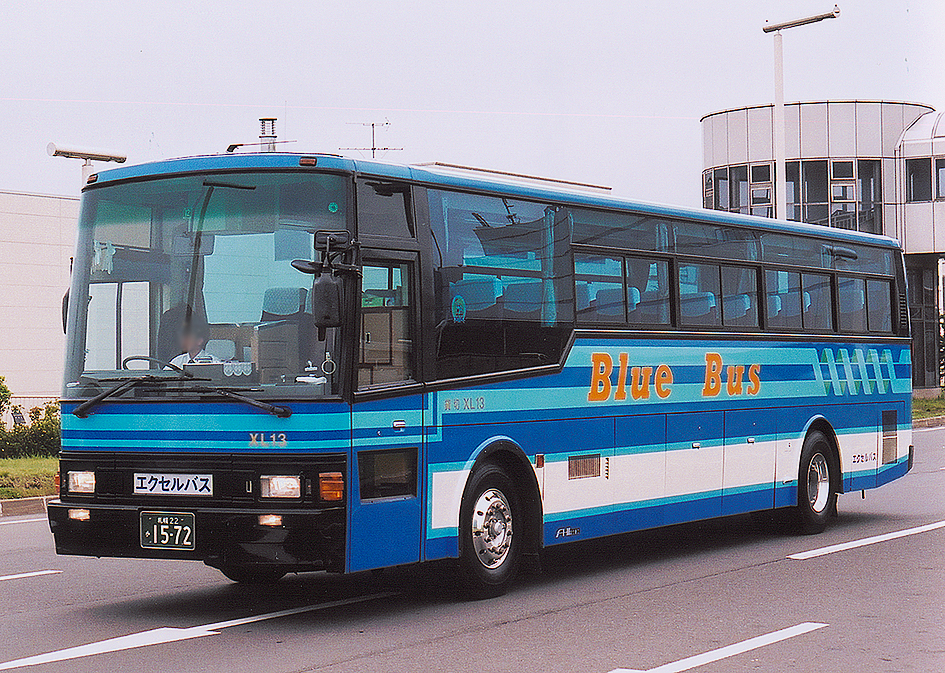
エクセルバス
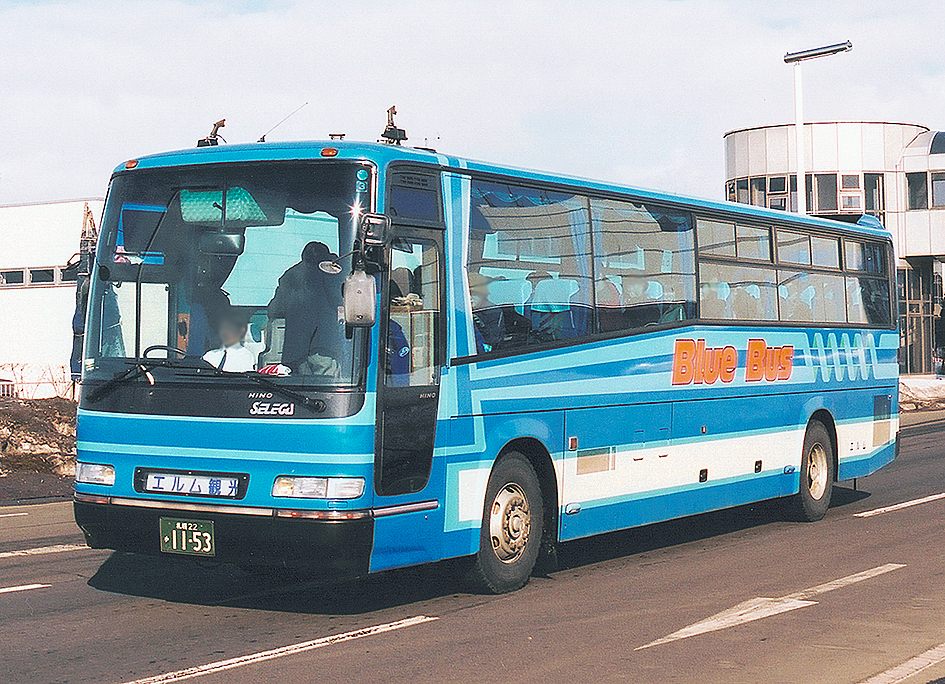
エルム観光バス
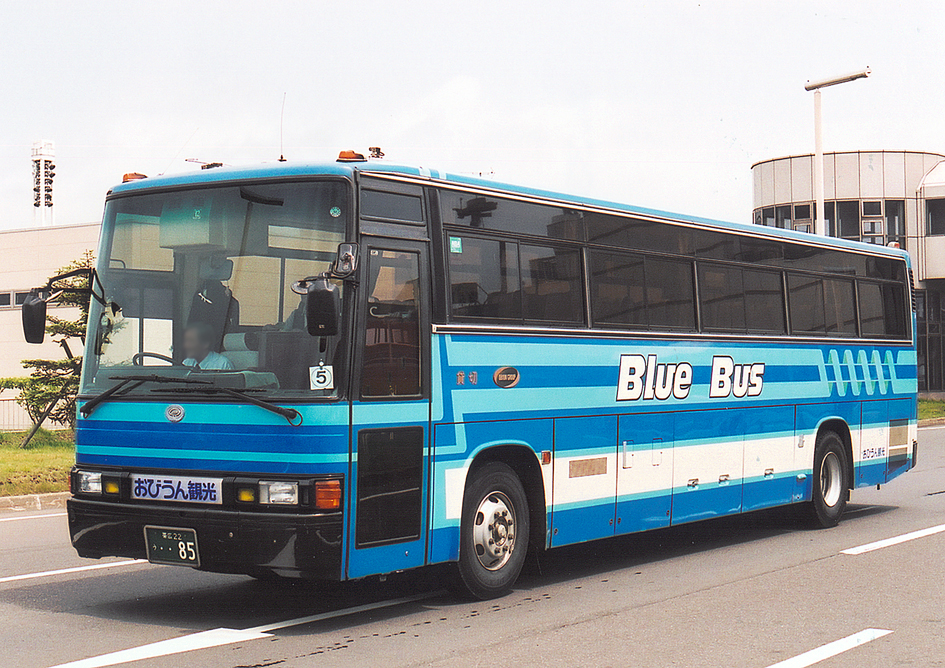
おびうん観光
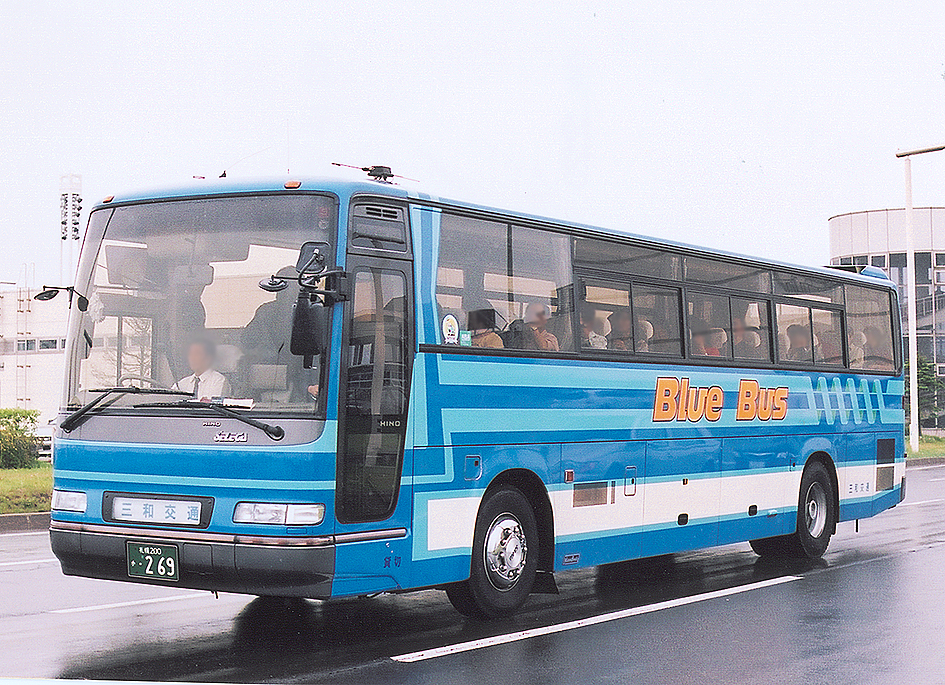
三和交通
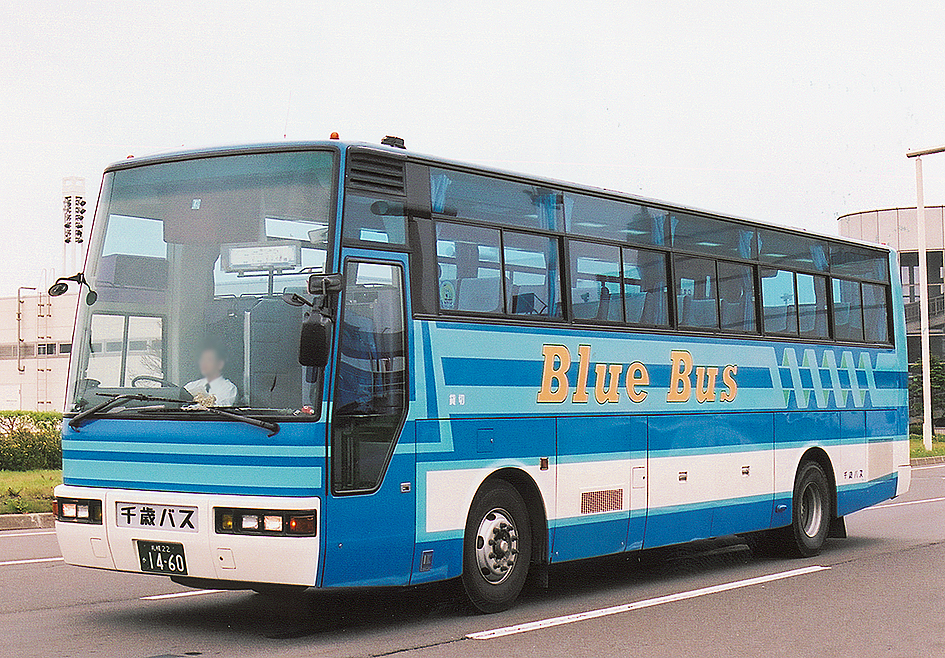
千歳相互観光バス

## バスの特徴
- ベース車両は主に日野、三菱が製造する車両が多かった。観光バス事業が中心だったため、ハイデッカー、スーパーハイデッカーが多かった。
- 青を基調とした塗色を基本とし、車体は青、水色、白でカラーリングされているが、銀嶺バスやテイネオリンピアのように共通塗装を導入しない事業者もあった。